# Historia territorial de Colombia

Animación de los cambios de organización política, fronteras y división territorial de Colombia, desde 1810 hasta 2012.

A través de la historia, las fronteras y la organización territorial de Colombia han sufrido diversas transformaciones, debido particularmente a criterios políticos, poblacionales y en mucha menor medida culturales, entre otros factores (tanto internos como externos al país). Si bien los gobiernos de las diferentes épocas han tratado de organizar el territorio nacional para una mejor administración, por lo general los límites artificiales impuestos para las entidades subnacionales siguieron el perfil que se configuró en la conquista y colonia española.
Es de notar que muchos de los cambios más profusos se realizaron a lo largo del siglo XIX, época de la independencia de Colombia y también de las guerras civiles más sangrientas que ha vivido el país.

## Antecedentes
La historia de la organización política y administrativa de Colombia no comienza, de modo alguno, con la llegada de los españoles al continente americano. Antes de ocurrido este suceso, existieron numerosos pueblos con sus propias estructuras culturales, que variaban de uno a otro. Uno de los principales pueblos, y quizás el más desarrollado, que habitaron el territorio colombiano fue el grupo aborigen de los Muiscas, que formaron en el interior del país una de las sociedades más organizadas del continente.
En 1508 se dio inicio al señalamiento de las entidades político-administrativas coloniales que sentarían las bases de la actual Colombia.
En ese mismo año se crea el Reino de Tierra Firme, primera entidad colonial española en la América continental, que abarcaba los territorios costeros septentrionales de América del Sur y meridionales de América Central, desde las actuales Guayanas hasta el Cabo Gracias a Dios entre las actuales Honduras y Nicaragua. Habían pasado 16 años desde la llegada de Cristóbal Colón a la isla de Guanahani y 9 años del momento en que Alonso de Ojeda tocó el Cabo de la Vela en la península de la Guajira, la punta más septentrional de Suramérica.

## Cambios en el sistema administrativo

### Primeras divisiones territoriales
Las primeras entidades administrativas que se formaron de forma permanente fueron las fundaciones (muy ligadas a las misiones católicas), que solo constaban de pequeños poblados (en su mayoría fuertes militares costeros o cercanos a ella) y sus territorios aledaños, los cuales servían de puestos de avanzada para la exploración, colonización y conquista de las tierras del interior del continente. De estas las primeras fueron San Sebastián de Urabá y Santa María la Antigua del Darién, ambas ubicadas en el Golfo de Urabá.
Sin embargo el proceso histórico por el cual se definen las divisiones político-administrativas y su incidencia en la determinación de las fronteras del actual territorio colombiano comienza en 1508, año en que la Junta de Burgos dispuso la creación de las dos primeras gobernaciones del Reino de Tierra Firme, fijando como frontera el Río Atrato: la Gobernación de Urabá, llamada también Nueva Andalucía (que luego se fragmentaría en las de Santa Marta, Cartagena y Caracas) a cargo de Alonso de Ojeda, y Castilla de Oro (ubicada mayormente en el istmo de Panamá) a cargo de Diego de Nicuesa, ambas dependientes de la Real Audiencia de Santo Domingo. Esta división no duró mucho. En 1513 la corona española suprime la gobernación de Nueva Andalucía y pone sus territorios bajo la administración de la gobernación de Castilla de Oro, y nombra a Pedro Arias Dávila como gobernador.
En 1525 se funda la gobernación de Santa Marta, ese mismo año el Rey resuelve a petición de los vecinos de Santa María la Antigua del Darién, fijar nuevos límites entre Castilla de Oro y la recién creada Gobernación de Santa Marta.
Hacia 1542 el territorio colombiano estaría dividido en 3 gobernaciones que surgieron paralelas a la fundación de las respectivas ciudades. Esas gobernaciones fueron, en orden cronológico: Santa Marta (1525), Cartagena (1533), Popayán (1536).
Hacia 1550 se crearon en el interior las gobernaciones del Nuevo Reino de Granada y Popayán, también subordinadas de la Real Audiencia de Santo Domingo y al Virreinato del Perú. Muchos de estos gobiernos tenían por jurisdicción las mismas que tenían los territorios indígenas que existían allí antes de la llegada de los conquistadores, como por ejemplo la de Santa Marta, que agrupada diversas etnias caribes, y el Nuevo Reino de Granada, que agrupaba el territorio de los Chibchas y Pijaos, o la de Popayán que incluía la provincia de los Barbacoas. En 1538, como avanzada hacia el sur en la conquista del Imperio inca, Francisco Pizarro decidió unir las gobernaciones de Popayán y las de Quito en una sola, con aprobación de Carlos V.
Además estos gobiernos eran vitales para la corona española porque de ellos los conquistadores se servían para la exploración y conquista de las tierras americanas del interior. La jefatura de la gobernación estaba en manos de un gobernador cuya labor consistía en administrar militar y jurídicamente el territorio a cargo. A medida que los exploradores y posteriormente los conquistadores penetraban más en el territorio, se iban ampliando o creando nuevas gobernaciones.

### Período hispánico
Con la posterior conquista  del Perú y del interior de Colombia se reorganizaron las entidades administrativas del territorio conquistado; algunas de las gobernaciones que abarcaban territorios de la actual Colombia prontamente se convirtieron en provincias (llamadas también gobiernos) legalmente constituidas, que para una mejor gestión se agruparon bajo la figura de las reales audiencias, y de las presidencias. Es preciso diferenciar ambas entidades: mientras las reales audiencias eran tribunales que tenían a su cargo la impartición de justicia y acelerar la resolución de juicios y pleitos entre los pobladores de las provincias, en tanto las presidencias eran una institución que se ocupaba de administrar los recursos de las regiones, designando a las personas encargadas de estos y la utilización de los mismos. En esta periodo se crearon las Presidencias de Quito (1563) y de Santafé (1564).
Las audiencias y las presidencias dependían a su vez de los virreinatos, en el caso de Colombia, del enorme Virreinato del Perú (que entonces iba desde el istmo de Panamá hasta la Patagonia argentina). Esta división territorial se mantuvo hasta la instauración del Virreinato de Nueva Granada en 1717, el cual comprendía territorialmente lo que hoy son Colombia, Ecuador, Panamá y Venezuela. Las audiencias sobre las que tenía jurisdicción el virreinato eran las de Panamá con jurisdicción sobre las gobernaciones del istmo, Quito con jurisdicción sobre Popayán y Quito, y Santafé, son jurisdicción sobre el Nuevo Reino de Granada, Cartagena y Santa Marta.
Debido a varias circunstancias, particularmente la derrota sufrida por España en la guerra contra la Cuádruple Alianza, que recortó de manera sustancial el flujo de recursos económicos entre el Nuevo Mundo y la península, y a la pobre administración que se llevó a cabo en el virreinato neogranadino, este fue suprimido en 1723 volviendo a ser parte del Virreinato del Perú; más tarde en 1739 fue recreado con las mismas condiciones de 1717 y se mantuvo casi sin variaciones hasta 1819, con la salvedad de la segregación en 1777 de la Capitanía General de Venezuela y sus provincias (si bien jurídicamente esta dependía de la Nueva Granada).
|  | Tierra Firme Castilla de Oro Nueva Andalucía (1510—1538)                                | El nombre de Tierra Firme le fue dado a todo el territorio americano recién descubierto. En 1508 la corona española segrega de esta dos unidades administrativas, las cuales se llamaron gobernaciones o gobiernos: la de Castilla de Oro y la de Nueva Andalucía; la primera comprendía entre el Golfo de Urabá y la Veragua Colombina, mientras la segunda abarcaba territorios que iban desde Urabá hasta la península de Paria en Venezuela. Estas entidades no abarcaban territorio más allá de las costas. | |
|  | Virreinato del Perú Presidencia de Santafé Presidencia de Quito (1538—1717) (1723—1740) | La configuración territorial de Colombia (llamada en aquel entonces Nueva Granada) empezaba a tomar forma: hacia el sur se encontraban las provincias indígenas de San Juan y Barbacoas, mientras al centro se ubicaban los gobiernos del Nuevo Reino de Granada, Popayán y Quito, en tanto al norte aparecían los de Cartagena y Santa Marta. Estos territorios hicieron parte del Virreinato del Perú en dos periodos históricos definidos entre 1542-1717 y 1723-1740. | Los divisiones coloniales de esta época ubicadas en el actual territorio colombiano fueron: Gobiernos Nuevo Reino de Granada, Barbacoas, Cartagena, Popayán, San Juan, Santa Marta y Quito.                                                                                  |
|  | Virreinato de Nueva Granada (1717—1723) (1740—1810) (1816—1819)                         | Entre los siglos XVI y XVII se crearon varias gobernaciones y corregimientos en la región central de la Nueva Granada, semillas de varios departamentos colombianos actuales: Mariquita (1550), Pamplona (1555), Antioquia (1576), Neiva (1610) y Casanare (1660). Al crearse el virreinato, se suprimió la presidencia de Quito y se agregó a la de Santafé, de modo que sus provincias quedaron bajo jurisdicción de Bogotá. En 1739 se agregan al virreinato las gobernaciones de Panamá, Portovelo, Veragua y el Darién que estaban adscritas al Virreinato del Perú. En 1742 fue segregada del Virreinato de Nueva Granada la Capitanía General de Caracas, y desde este momento hasta 1777 fueron sucesivamente integradas a Venezuela las provincias de Maracaibo, Cumaná, Coro, y Guayana. A principios del siglo XIX fueron adjudicados al virreinato los territorios del archipiélago de San Andrés y Providencia, junto con Mosquitia. | Las divisiones territoriales del Virreinato de Nueva Granada ubicadas en el actual territorio colombiano eran: Gobiernos Santafé, Antioquia, Cartagena, Chocó, Popayán, Riohacha y Santa Marta. Corregimientos Casanare, Mariquita, Neiva, Pamplona, Pasto, Socorro y Tunja. |

### Período republicano
En la época de los gritos de independencia de la América española (1808-1811), el virreinato de la Nueva Granada estaba dividido en aproximadamente 22 provincias, cuyos límites a la larga serían los que definirían la posterior organización territorial de la región. Estas se camuflaron muchas veces dentro de otras entidades que surgieron después (estados o departamentos), pero siempre mantuvieron su perfil territorial.
En este periodo algunas de dichas provincias se reunieron en la federación denominada Provincias Unidas de la Nueva Granada, mientras otras se mantuvieron fieles a España y otras se declararon independientes por sí mismas (por ejemplo, Cartagena y Cundinamarca). Esto desembocó en un caos político (el cual se manifestó en una guerra civil) que permitió a la corona española llevar a cabo sus planes de reconquista del Virreinato y los demás territorios americanos, que acabó, efímeramente, con los sueños de libertad de los habitantes del continente. La provincia de Casanare nunca fue totalmente conquistada y en 1818 erigió como capital transitoria de las Provincias Unidas a la ciudad de Pore, epicentro de la conformación del ejército de vanguardia donde se unieron las guerrillas del llano y patriotas del interior del país, el cual sería la base sobre la cual Bolívar emprendió la campaña final para la liberación de Colombia, conocida como Campaña Libertadora, fase final de 8 años de resistencia en Casanare.
Sin embargo los pueblos americanos no desistieron de su libertad. Fue así como Simón Bolívar entre 1819 y 1822 libertó varias de las regiones del continente en contra de las fuerzas realistas; durante este tiempo la Nueva Granada permaneció dividida en provincias, aunque debido al caos originado por la guerra, a los levantamientos regionales y declaraciones de independencia de varias de ellas, muchas quedaron sin gobierno de parte de la Corona española.
Una vez alcanzada de forma permanente la independencia, nace el 17 de diciembre de 1819 la nación hoy conocida como Gran Colombia, conformada por la unión territorial de la Nueva Granada y Venezuela, donde cada una pasó a denominarse departamento. Más tarde en 1821 se unió el istmo de Panamá y en 1822 las recientemente liberadas regiones del sur (hoy Ecuador), por lo que se reorganizó la división político administrativa del país. Los 3 grandes departamentos planteados en 1819, dieron paso a 9 departamentos hacia 1822 debido a la anexión de nuevos territorios, posteriormente mediante la ley sobre división territorial de la República de Colombia decretada el 25 de junio de 1824, el país fue dividido en 12 departamentos para hacer más fácil la gestión administrativa y fortalecer la identidad nacional. Sin embargo, aunque en un principio se pensó en obviar las divisiones administrativas coloniales, estos nuevos departamentos se basaron en las provincias en las cuales se hallaba dividido el antes Virreinato.
A pesar de todos los esfuerzos realizados por mantenerla unida, la Gran Colombia fracasó como Estado, dividiéndose en 1830 con la creación de tres países independientes: la República de Venezuela (Actual Venezuela), la República del Ecuador (Actual Ecuador) y la República de la Nueva Granada (Actual Colombia y Panamá). Los gobiernos de los países sucesores decidieron entonces que los límites entre estos serían los que tenían al momento de la independencia (el llamado Uti possidetis iure de 1810), para evitar confrontaciones innecesarias y posteriores reclamaciones territoriales. La entonces República de la Nueva Granada permaneció temporalmente con la división territorial que poseía durante la Gran Colombia hasta 1832, cuando a través de la constitución se suprimieron los departamentos, y fueron reemplazados por provincias, siendo estas prácticamente las mismas de 1810. La constitución igualmente determinada que las provincias se subdividían en cantones, y estos en distritos parroquiales (con la misma circunscripción de las parroquias eclesiásticas). Esta organización geopolítica se conservó hasta 1853, año en que se expidió una nueva constitución, la cual dio vía libre al federalismo y por lo tanto permitía que cada región del país fuera semiautónomo y dictara sus propios estatutos; a causa de esto, se dividió aún más el territorio de la República, pasando de 17 provincias en 1835 a 36 en 1855, a la vez que se eliminaron los cantones y distritos parroquiales.
|  | Provincias Unidas de la Nueva Granada (1811) | Las Provincias Unidas fueron la Primera República independiente en los territorios de la actual Colombia (sin tomar en cuenta a los pequeños estados que declararon su emancipación unos pocos meses antes de la conformación de la federación). Las provincias en las que estaba dividida dicha nación dieron lugar a muchas de las actuales entidades territoriales de Colombia. | Las provincias autónomas integrantes de las Provincias Unidas de la Nueva Granada eran: Antioquia (1811), Cartagena (1811), Casanare (1813), Chocó (1813), Cundinamarca (1812), Mariquita (1814), Neiva (1811), Pamplona (1811), Popayán (1814), Socorro (1812), Tunja (1811) y Valle del Cauca (1811) |
|  | Gran Colombia (1819, 1824)                   | Luego de una sangrienta lucha por la independencia, el Congreso de la República de Colombia (Gran Colombia) concentrado en la ciudad de Angostura, reunió en una sola entidad a la Nueva Granada y Venezuela, cada una con el carácter provisional de departamento; luego de lograda las independencias de Panamá en 1821 y de Quito en 1822, estas fueron anexadas a la república también con el título de departamento. Dos años más tarde el mismo congreso planeó, para una mejor administración de los recursos de la nueva nación, dividir los tres grandes departamentos. De este modo fue dictada el 25 de junio de 1824 la Ley de División Territorial de la República de Colombia, que contempló un total de 12 entidades territoriales. El primer acomodamiento de fronteras vino a darse entre 1828 y 1829, periodo en el cual se llevó a cabo la guerra grancolombo-peruana por la disputa de las regiones de Tumbes, Jaén y Maynas, así como la pertenencia de la provincia de Guayaquil. Tras el conflicto, que terminó en tablas, se firmó el tratado de Guayaquil que daba por límite aquel que tenían los virreinatos de la Nueva Granada y del Perú. | En 1819 el territorio de la actual Colombia estaba compuesto únicamente por el departamento de Cundinamarca. Entre 1824 y 1830 el territorio de la actual Colombia estaba conformada por los departamentos grancolombianos de Boyacá, Cauca, Cundinamarca y Magdalena. |
|  | República de la Nueva Granada (1835)         | Luego de la disolución de la Gran Colombia, por constitución se eliminaron los departamentos y se regresaron a las 15 provincias originales de 1810; sin embargo a mediados de 1832 se crearon las provincias de Vélez y Barbacoas, en 1835 las de Buenaventura y Pasto, en 1843 las de Cauca, Mompós y Túquerres. También se crearon los cantones y distritos parroquiales, que fueron el génesis de los municipios actuales. | La organización territorial de la República de la Nueva Granada en 1835 era: Provincias Antioquia, Bogotá, Buenaventura, Cartagena, Casanare, Cauca, Chocó, Mariquita, Mompós, Neiva, Pamplona, Panamá, Pasto, Popayán, Riohacha, Santa Marta, Socorro, Tunja, Veraguas y Vélez. |
|  | República de la Nueva Granada (1847)         | En esta etapa histórica se crearon los primeros territorios nacionales, siendo los primeros el de San Martín (1840), Caquetá (1845), La Guajira (1846) y San Andrés y Providencia (1847). | La organización territorial de la República de la Nueva Granada en 1847 era: Provincias Antioquia, Barbacoas, Bogotá, Buenaventura, Cartagena, Casanare, Cauca, Chocó, Mariquita, Mompós, Neiva, Pamplona, Panamá, Pasto, Popayán, Riohacha, Santa Marta, Socorro, Tunja, Túquerres, Veraguas y Vélez. Territorios Nacionales Bocas del Toro, Caquetá, Darién, Guanacas, La Guajira, Raposo, San Martín y San Andrés y Providencia.                                                                                 |
|  | República de la Nueva Granada (1853)         | En este periodo la organización política de la Nueva Granada sufre varios cambios, llegando a fragmentarse la república hasta su máxima expresión: se crean numerosas provincias, llegando a un total de 36. En esta década del siglo XIX el federalismo colombiano empieza a tomar forma en Panamá (1855) y Antioquia (1856) principalmente; igualmente se hicieron importantes redistribuciones territoriales entre provincias: el 14 de mayo de 1857 el distrito de Nare pasó de Mariquita a Antioquia, y el de La Palma de Mariquita a Bogotá, mientras los distritos de Inzá y Calambás pasan de la provincia de Neiva a la de Popayán. | La organización territorial de la República de la Nueva Granada en 1853 era: Provincias Antioquia, Azuero, Barbacoas, Bogotá, Buenaventura, Cartagena, Casanare, Cauca, Chiriquí, Chocó, Córdova, Cundinamarca, García Rovira, Mariquita, Medellín, Mompós, Neiva, Ocaña, Pamplona, Panamá, Pasto, Popayán, Riohacha, Sabanilla, Santa Marta, Santander, Socorro, Soto, Tequendama, Tunja, Tundama, Túquerres, Valle de Upar, Veraguas, Vélez y Zipaquirá. Territorios Nacionales Caquetá, La Guajira y San Martín. |

### Federalismo y centralismo
A medida que los movimientos federalistas iban tomando forma y más auge en el país, muchas de estas pequeñas provincias, sea por afinidad regional, política o cultural, se unieron para formar estados federales (denominados más tarde soberanos) en base al modelo estadounidense. Es así como en 1855 se crea el estado de Panamá, declaración que seguiría luego Antioquia en 1856 y las demás regiones del país un año más tarde. Finalmente a finales de 1859 se habían constituido 8 estados, creándose un noveno en 1861 por iniciativa del entonces presidente provisional Tomás Cipriano de Mosquera. Debido al cambio de sistema político imperante en el país, este cambió su nombre a Confederación Granadina por medio de la constitución de 1858, que cambió de nuevo al de Estados Unidos de Colombia en 1863 cuando se consolidó el sistema federal.
Igualmente es en este periodo que son creados los territorios nacionales. Estos consistían en vastas regiones con poca población, que eran considerados por los gobiernos estatales zonas baldías. Los estados entregaban el manejo de estos territorios al gobierno nacional, si bien su jurisdicción quedaba dentro de los propios estados.
La creciente tensión entre los partidarios de una organización centralizada contra los partidarios de la corriente federal, así mismo como la tensión entre los intereses de los mismos estados, lleva a que se produzcan varias guerras civiles en el periodo comprendido entre los años 1840 y 1890; la mayoría de estos conflictos fueron entre conservadores y liberales.
Por tales confrontamientos y del decaimiento de la identidad nacional por causa del federalismo (entre muchas más razones), el presidente Rafael Núñez impuso en 1886 como parte del movimiento de La Regeneración una nueva constitución de corte centralista, en la cual la división político administrativa impuesta por la constitución de 1863 se mantuvo si bien los estados cambian su estatus político a departamentos y los territorios nacionales son reintegrados a estos. Esta división se mantuvo hasta principios del siglo XX, por lo que el país siguió dividido en vastas entidades territoriales a veces inexploradas y mal administradas.
|  | Confederación Granadina (1858)    | Por efecto de la constitución de 1853 se implantó en el país el modelo federalista. Como paso previo a la creación de entidades federales, muchas de las antiguas provincias que se habían fragmentado se fusionaron de nuevo en las provincias originales de las cuales habían surgido, entre ellas Antioquia, Socorro y Pamplona. Luego estas se unieron de forma gradual, y formaron estados federales que llegaron a un total de ocho en 1858: el Estado de Panamá se conformó en 1855; el de Antioquia en 1856; el de Santander en mayo de 1857; y los de Bolívar, Boyacá, Cauca, Cundinamarca y Magdalena en junio del mismo año.                                             | La organización territorial de la Confederación Granadina en 1858 era: Estados Federales Antioquia, Bolívar, Boyacá, Cauca, Cundinamarca, Magdalena, Panamá y Santander. |
|  | Estados Unidos de Colombia (1864) | En julio de 1861 finalmente se creó el Estado del Tolima, con lo cual el número de unidades federadas llegó a nueve; si bien el 23 de junio de ese mismo año se creó un distrito federal como manera que la capital del país tuviera cierta independencia administrativa y territorial, este tuvo corta vida administrativa pues fue extinto en 1864 y su territorio devuelto al Estado de Cundinamarca. La división interna de los estados en tanto variaba de uno a otro de acuerdo a su propia legislación, así mientras algunos se subdividieron en departamentos, otros lo hacían en municipios o provincias.                                                                  | La organización territorial de los Estados Unidos de Colombia en 1870 era: Distrito Federal Bogotá, D. F. (1861-1864) Estados Soberanos Antioquia, Bolívar, Boyacá, Cauca, Cundinamarca, Magdalena, Panamá, Santander y Tolima. Territorios Nacionales Bolívar, Caquetá, Casanare, La Guajira, San Andrés y Providencia, San Martín y Sierra Nevada y Motilones. |
|  | República de Colombia (1886)      | Con la implementación de la constitución centralista de 1886, los estados federados pasaron a denominarse departamentos, con sus mismos límites, mientras los antiguos territorios nacionales les fueron reintegrados. El 16 de marzo de 1891 se demarcó la frontera entre Colombia y Venezuela por medio del Laudo Arbitral Español, el cual fue ajustado después por otras sentencias y tratados. Como parte de la política de colonización de las regiones más remotas de Colombia, además de reafirmar la soberanía nacional sobre las regiones recién demarcadas con Venezuela, se creó en 1900 la intendencia de Oriente cuyo límite se ubicaba a 3 grados al este de Bogotá. | La organización territorial de la República de Colombia en 1886 fue: Departamentos Antioquia, Bolívar, Boyacá, Cauca, Cundinamarca, Magdalena, Panamá, Santander y Tolima. |

### Colombia moderna
El centralismo implantado en 1886 tensionó aún más las relaciones entre los gobernantes de los antiguos estados soberanos, que pertenecían a los partidos liberal o conservador. Debido a estos tirones se produce entre 1899 y 1902 la Guerra de los Mil Días. Como consecuencia directa de los efectos de la guerra y los intereses estadounidenses en la construcción del Canal de Panamá, se da uno de los grandes cambios en la geografía y política de Colombia, que fue la separación de Panamá en 1903. Debido al desánimo producido por la pobreza ocasionada por la guerra y la separación del antiguo departamento, se vivieron varios hechos adversos que se tradujeron en cierta relajación de los vínculos de la nacionalidad, hasta el punto que algunos departamentos, principalmente Cauca, Antioquia, y los de la costa Caribe, empezaron a hablar de separatismo; Colombia corrió el peligro de la atomización en 4 o 5 pequeñas repúblicas, al estilo centroamericano.
La pérdida de Panamá llevó a un replanteamiento acerca de la política y administración internas. Es después de este suceso que el gobierno nacional, a la cabeza del presidente Rafael Reyes, se da cuenta de que gobernar eficazmente territorios tan grandes era una tarea imposible debido a muchas razones, principalmente al centralismo radicalizado en Bogotá, las malas y escasas vías de comunicación, la lejanía de muchas regiones con respecto a la capital, y a la poca información que se tenían de las fronteras tanto departamentales como nacionales. Esto desemboca en 2 reformas a la constitución de 1886, una en 1905 y la otra en 1908, que replantean la forma de administrar el territorio nacional. A raíz de estas reformas Colombia vive una reorganización político administrativa profunda, a tal punto que la fragmentación de los grandes departamentos de 1886 se volvió una realidad, para dar paso a nuevos y más pequeños departamentos, junto a la conformación de territorios nacionales.
De este modo se crearon los departamentos de Nariño, Atlántico, Caldas, Huila, Valle del Cauca y Norte de Santander en 1905. En 1908 el presidente Rafael Reyes realizó una realineación total de la división político administrativa de Colombia, la cual sin embargo duró apenas hasta 1910, año en el cual se restablecieron los diez departamentos vigentes al 1 de enero de 1905.
Después de 1910, el proceso de segregación de departamentos a partir de otros fue un proceso más pausado y reglamentado, la mayoría de las cuales obedecen a las reformas constitucionales que se dieron para tal fin. Igualmente se les dio un poco más de autonomía a los territorios nacionales y se "independizaron" territorialmente de los departamentos para formar comisarías e intendencias. Más tarde con la constitución de 1991 se eleva la categoría de los territorios nacionales al de departamentos, para así darle uniformidad al territorio colombiano con un total de 32 entidades. En esa misma fecha el hasta entonces Distrito Especial pasa a ser llamado Distrito Capital.
|  | República de Colombia (1905) | Como consecuencia de la devastación económica y social provocada por la Guerra de los Mil Días, entre otros factores, Panamá se separó de Colombia en 1903; a causa de esto comenzó una amplia reorganización de las unidades administrativas del país que resultó en la fragmentación de los grandes departamentos vigentes hasta ese momento, creándose los de Galán, Tundama, Quesada, Caldas, Huila, Nariño y Atlántico. La intendencia de Oriente en tanto fue reintegrada a los departamentos de los cuales surgió, y se crearon en su lugar las intendencias del Meta, Alto Caquetá y Putumayo. | La organización territorial de la República de Colombia en 1905 era: Departamentos Antioquia, Atlántico, Bolívar, Boyacá, Caldas, Cauca, Cundinamarca, Galán, Huila, Magdalena, Nariño, Panamá, Quesada, Santander, Tolima y Tundama. Intendencias Alto Caquetá, Chocó, La Guajira, Meta y Putumayo. Distrito Capital. |
|  | República de Colombia (1908) | El 24 de abril de 1907 se negoció por medio del tratado Vásquez Cobo-Martins el primer tramo de la frontera entre Colombia y Brasil, lo que modificó los linderos orientales de la comisaría del Caquetá y que propició la creación de la comisaría del Vaupés un lustro después. El 5 de agosto de 1908 se fragmentaron aún más los departamentos como base de la política de reorganización territorial de Colombia; se configuraron un total de 34 departamentos (incluyendo los creados en 1905, que cambiaron de nombre y tamaño, así como a Panamá), un distrito capital, y un total de 5 territorios nacionales (2 de ellos separados territorialmente de los demás departamentos). A finales de ese mismo mes fueron suprimidos los departamentos de Cartago y Girardot, y el Distrito Capital adquirió la categoría de departamento, así mismo quedó un territorio nacional, el del Meta. | La organización territorial de la República de Colombia en 1908 era: Departamentos Antioquia, Barranquilla, Bucaramanga, Buga, Cali, Cartagena, Cartago, Chiquinquirá, Cúcuta, Distrito Capital, Facatativá, Garzón, Girardot, Honda, Ibagué, Ipiales, Jericó, Manizales, Medellín, Mompós, Neiva, Panamá, Pasto, Popayán, Quibdó, Riohacha, San Gil, Santa Marta, Santa Rosa, Sincelejo, Sonsón, Tumaco, Tunja, Vélez y Zipaquirá. Territorio Nacional Meta.                                |
|  | República de Colombia (1912) | A principios de 1910 fue derogada la división implantada en 1908 y se regresaron a los diez departamentos vigentes en enero de 1905 (incluyendo a Panamá). Sin embargo a mediados del año se recrearon los departamentos del Atlántico, Huila, Caldas y Valle del Cauca. También el antiguo departamento de Santander se fragmentó en los actuales Santander y Norte de Santander. En tanto comenzó el verdadero ordenamiento territorial de las regiones colombianas de la Amazonía y la Orinoquía, marcadas durante gran parte de la colonia y la república temprana por el olvido gubernamental y el escaso poblamiento de las mismas. Por ello se crearon las comisarías del Vaupés (1910), Arauca (1911), La Guajira (1911), Putumayo (1912), Caquetá (1912) y Vichada (1913), y la intendencia de San Andrés y Providencia (1912). | La organización territorial de la República de Colombia en 1912 era: Departamentos Antioquia, Atlántico, Bolívar, Boyacá, Caldas, Cauca, Cundinamarca, Huila, Magdalena, Nariño, Norte de Santander, Panamá, Santander, Tolima y Valle del Cauca. Intendencias Chocó, Meta y San Andrés y Providencia. Comisarías Arauca, Caquetá, Juradó, La Guajira, Putumayo, Vaupés, Vichada y Urabá. |
|  | República de Colombia (1916) | En 1914, Colombia pactó con Estados Unidos el reconocimiento de Panamá y resolvieron los litigios territoriales y fronterizos. Esto a cambio de una indemnización por US$25 millones. El 15 de julio de 1916 se firmó el tratado Muñoz Vernaza-Suárez que determinó de manera definitiva la frontera entre Colombia y Ecuador, y que causó que la intendencia del Putumayo tuviera que modificar sus límites sureños. Las comisarías de Juradó y Urabá, creadas en 1911, fueron suprimidas en 1915 debido a su nula eficacia en la administración de sus respectivos territorios. | La organización territorial de la República de Colombia en 1916 era: Departamentos Antioquia, Atlántico, Bolívar, Boyacá, Caldas, Cauca, Cundinamarca, Huila, Magdalena, Nariño, Norte de Santander, Santander, Tolima y Valle del Cauca. Intendencias Chocó, Meta y San Andrés y Providencia. Comisarías Arauca, Caquetá, La Guajira, Putumayo, Vaupés y Vichada. |
|  | República de Colombia (1928) | Entre 1922 y 1934 se definieron muchos de los linderos internacionales de Colombia, principalmente con Brasil (1928), Panamá (1924) y Perú (1922-1934), que conllevó a un reordenamiento territorial de las unidades administrativas ubicadas en las fronteras; por ello mismo se creó la comisaría del Amazonas (1928) como parte del fortalecimiento de la soberanía nacional en esa zona. La comisaría en el momento de su creación solo abarcaba el Trapecio amazónico. En 1932 se produjo en la frontera entre Colombia y Perú la guerra colombo-peruana por la no ratificación del tratado Salomón-Lozano de 1922; tras el término de esta ambas partes convinieron que lo estipulado en el tratado era vigente y obligatorio. En 1928 se firmó el tratado Esguerra-Bárcenas, que definió la soberanía sobre el archipiélago de San Andrés y Providencia como parte de Colombia. | La organización territorial de la República de Colombia en 1928 era: Departamentos Antioquia, Atlántico, Bolívar, Boyacá, Caldas, Cauca, Cundinamarca, Huila, Magdalena, Nariño, Norte de Santander, Santander, Tolima y Valle del Cauca. Intendencias Chocó, Meta y San Andrés y Providencia. Comisarías Amazonas, Arauca, Caquetá, La Guajira, Putumayo, Vaupés y Vichada. |
|  | República de Colombia (1942) | En 1931 el Amazonas se trasformó en intendencia y amplió su territorio hacia el norte, adquiriendo una configuración similar a la actual. Sin embargo, el escaso conocimiento de las regiones periféricas de Colombia, que provenía desde la época colonial, y el acomodamiento de ciertos linderos creó varios diferendos limítrofes que aún perduran, tales como los existentes entre el Caquetá y el Meta, Antioquia y Bolívar (que se convirtió entre Antioquia y Córdoba luego de la creación de este último), Caquetá y Amazonas, Antioquia y Chocó, Boyacá y Santander, entre otros. | La organización territorial de la República de Colombia en 1942 era: Departamentos Antioquia, Atlántico, Bolívar, Boyacá, Caldas, Cauca, Cundinamarca, Huila, Magdalena, Nariño, Norte de Santander, Santander, Tolima y Valle del Cauca. Intendencias Amazonas, Chocó, Meta y San Andrés y Providencia. Comisarías Arauca, Caquetá, La Guajira, Putumayo, Vaupés y Vichada. |
|  | República de Colombia (1953) | El Decreto 963 de 1950 eleva a Caquetá a la categoría de intendencia. El Decreto 2674 de 1953 suprime la comisaría del Putumayo y la anexa al departamento de Nariño. | La organización territorial de la República de Colombia en 1953 era: Departamentos Antioquia, Atlántico, Bolívar, Boyacá, Caldas, Cauca, Cundinamarca, Huila, Magdalena, Nariño, Norte de Santander, Santander, Tolima y Valle del Cauca. Intendencias Amazonas, Caquetá, Chocó, Meta y San Andrés y Providencia. Comisarías Arauca, Caquetá, La Guajira, Vaupés y Vichada. |
|  | República de Colombia (1958) | El 17 de diciembre de 1954 se desprendió el Distrito Especial de Bogotá del departamento de Cundinamarca sobre la base territorial del distrito capital que había sido creado entre 1908 y 1910, es decir el municipio de Bogotá, al cual se le anexaron los municipios de Engativá, Fontibón, Suba, Usme, Usaquén, Bosa y la provincia de Sumapaz. En 1960 los gobernadores de los departamentos de Antioquia y Córdoba, que había sido escindido del de Bolívar el 18 de junio de 1952, decidieron normalizar los límites comunes de sus respectivos entes, para lo cual nombraron una comisión demarcadora entre ambos. Por medio de las negociaciones ambos departamentos eliminaron sus discrepancias en la zona que va entre las serranías de Abibe y Ayapel y que había permanecido desde la creación de los departamentos de Antioquia y Bolívar en 1886. El decreto 131 de 1957 restablece la comisaría del Putumayo. La intendencia del Chocó adquirió el estatus de departamento en 1947 y la intendencia del Meta en 1959, sobre la base de las reformas constitucionales de 1936, 1945 y 1959 en materia de ordenamiento territorial. | La organización territorial de la República de Colombia en 1958 era: Distrito Especial Bogotá, D. E. Departamentos Antioquia, Atlántico, Bolívar, Boyacá, Caldas, Cauca, Chocó, Córdoba, Cundinamarca, Huila, Magdalena, Nariño, Norte de Santander, Santander, Tolima y Valle del Cauca. Intendencias Arauca, Caquetá, La Guajira, Meta y San Andrés y Providencia. Comisarías Amazonas, Putumayo, Vaupés y Vichada.                                                                        |
|  | República de Colombia (1966) | En este periodo se produjeron grandes separaciones territoriales de las entidades ya existentes: la comisaría del Guainía fue escindida de la del Vaupés en 1963, el departamento de Sucre se creó a partir de Bolívar en 1966, el Viejo Caldas se fraccionó en Quindío, Risaralda y Caldas en 1966, y el Cesar se segregó del Magdalena en 1967. La Guajira fue ascendida a la categoría de departamento en 1964. | La organización territorial de la República de Colombia en 1966 fue: Distrito Especial Bogotá, D. E. Departamentos Antioquia, Atlántico, Bolívar, Boyacá, Caldas, Cauca, Chocó, Córdoba, Cundinamarca, Huila, La Guajira, Magdalena, Meta, Nariño, Norte de Santander, Quindío, Risaralda, Santander, Sucre, Tolima y Valle del Cauca. Intendencias Arauca, Caquetá y San Andrés y Providencia. Comisarías Amazonas, Guainía, Putumayo, Vaupés y Vichada.                                    |
|  | República de Colombia (1990) | Se produjeron los últimos cambios en la organización territorial interna de Colombia, mientras la política exterior del país comenzó a delimitar las fronteras marinas en el mar Caribe y el océano Pacífico; es así que Casanare fue escindido de Boyacá en 1973, el Guaviare se separó del Vaupés en 1977 y el Caquetá adquirió estatus de departamento en 1981, al tiempo que Colombia firmó tratados de límites marítimos con Ecuador (1975), Panamá (1976), Costa Rica (1977), República Dominicana (1978), Haití (1878), Honduras (1986) y Jamaica (1993). | La organización territorial de la República de Colombia anterior a 1991 fue: Distrito Especial Bogotá, D. E. Departamentos Antioquia, Atlántico, Bolívar, Boyacá, Caldas, Caquetá, Cauca, Cesar, Chocó, Córdoba, Cundinamarca, Huila, La Guajira, Magdalena, Meta, Nariño, Norte de Santander, Quindío, Risaralda, Santander, Sucre, Tolima y Valle del Cauca. Intendencias Arauca, Casanare, Putumayo y San Andrés y Providencia. Comisarías Amazonas, Guainía, Guaviare, Vaupés y Vichada. |
|  | República de Colombia (2000) | La constitución de 1991 elevó la categoría de los territorios nacionales al de departamentos, para así darle uniformidad al territorio colombiano con un total de 32 entidades. En esa misma fecha el hasta entonces Distrito Especial pasó a ser llamado Distrito Capital. Por otra parte resurgieron algunos conflictos limítrofes entre departamentos, particularmente el de Chocó-Antioquia por la administración del corregimiento fronterizo de Belén de Bajirá, y el de Caquetá-Meta-Guaviare por la región entre los ríos Apaporis, Tunia y Mecaya, la cual posee una alta importancia económica para estos departamentos por las regalías petrolíferas que habrían de recibir en caso de encontrarse reservas en dicha zona; aunque el primero fue resuelto a favor de Antioquia en 2007 por fallo del Concejo de Estado, el último (así como otros tantos) permanece todavía en espera de una solución definitiva. | La organización territorial de la República de Colombia después del año 1991 fue: Distrito Capital Bogotá, D. C. Departamentos Amazonas, Antioquia, Arauca, Atlántico, Bolívar, Boyacá, Caldas, Caquetá, Casanare, Cauca, Cesar, Chocó, Córdoba, Cundinamarca, Guainía, Guaviare, Huila, La Guajira, Magdalena, Meta, Nariño, Norte de Santander, Putumayo, Quindío, Risaralda, San Andrés y Providencia, Santander, Sucre, Tolima, Valle del Cauca, Vaupés y Vichada.                       |
|  | República de Colombia (2025) | Tras la declaración de nulidad del tratado Esguerra-Bárcenas por parte de Nicaragua en la década de 1980, se produjo la controversia territorial y de delimitación marítima entre Colombia y Nicaragua en aguas del archipiélago de San Andrés y Providencia que duró por más de 20 años, en el cual dicho país exigía como propio el territorio del archipiélago y sus aguas circundantes, zonas en las que Colombia ejercía soberanía. Nicaragua decidió finalizar el litigio llevando el caso a la Corte Internacional de Justicia en 2001, que tras una década dictó sentencia el 19 de noviembre de 2012 y cuyo resultado consistió en otorgar a Nicaragua parte del mar Caribe que Colombia administraba como parte de las islas, en tanto este último conservaba su soberanía sobre el archipiélago. | La organización territorial de la República de Colombia permanece igual desde 1991, tan solo siendo erigidos algunos nuevos municipios, y cambios en los estatutos de régimen administrativo de varias entidades como las áreas metropolitanas y los distritos especiales. |

## Cambios en las fronteras
Colombia empezó a organizarse territorialmente como país entre 1811 y 1816 tras su independencia de España, periodo en el cual estuvo organizada en las Provincias Unidas de la Nueva Granada, Estado conformado por las provincias que hicieron parte del territorio central del Virreinato de la Nueva Granada, lo que anteriormente se denominaba Nuevo Reino de Granada (es decir, aquellas que no pertenecían a la Capitanía General de Venezuela y la Presidencia de Quito, las cuales conformaron sus propios autogobiernos en dicho periodo, y a la Real Audiencia de Panamá, que permaneció fiel a la corona española).
Entre 1819 y 1831, los territorios de la actual Colombia formaron parte de la Gran Colombia, un antiguo Estado extinto conformado además por las actuales Ecuador, Panamá y Venezuela. Por lo tanto, la organización política de aquel ente estatal pertenece a la historiografía geográfica de todas las naciones que la conformaron.
A partir de 1830 en medio de las separaciones de Ecuador (1830), Panamá (1830 y 1831) y Venezuela (1830) se dio la desintegración del gobierno de la Gran Colombia y sus estructuras políticas. Nacieron como consecuencia de este hecho las repúblicas del Ecuador y de Venezuela; mientras que Panamá se mantuvo bajo gobiernos militares de corte dictatorial que no llegaron a organizar las instituciones básicas de un Estado. 
En medio de la inestabilidad política los antiguos departamentos grancolombinos de Boyacá, Cauca, Cundinamarca, Magdalena, convocaron a una Convención Granadina calendada para el 15 de octubre de 1831, en aras de reorganizarse políticamente, a la que Panamá se sumó tras la caída del régimen dictatorial a fines de agosto de 1831.
En la convención celebrada finalmente el 20 de octubre de 1831 se creó el Estado de la Nueva Granada, que con la constitución de 1832 sería llamado oficialmente República de la Nueva Granada, país que historiográficamente mantiene una identidad directa con la actual República de Colombia. Es precisamente este Estado y su territorio de 1 331 250 km² la base para establecer la pérdidas que a partir de 1831 comenzó a tener Colombia con sus vecinos en las regiones del Caribe, la Amazonía, la Orinoquía y los mares territoriales (el Caribe y el Pacífico) a causa de la imprecisión de las fronteras y la Separación de Panamá en 1903.
En 1960 Colombia se valió de los preceptos emanados de la II Conferencia de las Naciones Unidas sobre el Derecho del Mar para iniciar el proceso de delimitación con Nicaragua (1928), Ecuador (1975), Panamá (1976), Costa Rica (1977 y 1984), Haití, República Dominicana (ambas en 1984), Honduras (1986 y 2004), Jamaica y Estados Unidos (ambas en 1993).

### Venezuela
Aun sin haberse independizado los dos países del régimen español, el primer tratado de fronteras se firmó en 1811 y se revalidó en 1833, pero una vez disuelta la Gran Colombia, ambos estados demoraron el proceso debido a las guerras civiles que sufrieron cada uno y a inconvenientes de frontera que aun persisten. 
Los siguientes tratados fueron el Laudo Arbitral de Madrid (1891), el Laudo Arbitral de Berna (1916-1922) y el tratado final de fronteras de 1941. Los territorios que redefinieron su soberanía fueron la zona aledaña entre la Guajira y Maracaibo, parte de lo que hoy es el estado de Apure y los municipios Maroa y Atabapo (en el Amazonas venezolano) entre los ríos Negro y Orinoco y se preservó una parte del Catatumbo en el departamento de Norte de Santander. Está pendiente la delimitación marina por la zona del golfo de Venezuela y el mar Caribe.

### Ecuador
Ya antes de la disolución de la Gran Colombia, el departamento de Ecuador había deseado anexionarse el sur de lo que es el territorio de la Nueva Granada (concretamente la provincia de Popayán), asunto que se mantuvo en varias ocasiones a lo largo del siglo XIX y sirvió de escenario de incidentes y apoyo entre caudillos de Ecuador y Colombia en sus guerras civiles como el caso de la Guerra de los Supremos. En 1916, se fijó un tratado definitivo de delimitación entre ambas partes.

### Brasil
Con este país se tuvo menor ventaja que los demás, pues la política del régimen imperial se aprovechó de las rencillas colombo-peruanas que influyeron en el proceso de delimitación, renegando el principio del uti possidetis iuris para ocupar territorios inexplorados. En su lugar el Brasil usó el uti possidetis de facto para pactar sus fronteras con sus vecinos en la Amazonía.
Los tratados de delimitación fueron los de 1853, del cual el gobierno colombiano lo rechazó aludiendo que Perú no estaba en posición de cederlos, el de 1907 que permitió la navegación de sus ríos comunes, y el de 1928 que definió el límite en el trapecio amazónico.

### Perú
Colombia y Perú sostuvieron una larga disputa territorial entre los ríos Napo y Caquetá que demoró casi un siglo en solucionarse. Los tratados fueron, el de Larrea-Gual (1829), producto de un armisticio de la guerra de 1828-1829. El de 1851, que fue muy criticado por Colombia, ya que el gobierno en Lima cedió territorios a Brasil y la forma de remediarlo no fue la idónea debido al escaso manejo diplomático. El tratado Salomón-Lozano de 1922, que fue repudiado en el Perú, él cual se propuso recuperar el trapecio amazónico, desatándose un conflicto que duraría hasta 1932.

### Nicaragua
Anexionada en 1803 partiendo de una cédula real española, Mosquitia no tuvo dominio alguno por parte del gobierno de Colombia y con el tiempo vino a ser objeto de disputas entre esta, Nicaragua (que lo anexionaría en 1894 y ratificada por el tratado Esguerra-Bárcenas en 1928), Estados Unidos, Costa Rica y Reino Unido (que apoyaría de manera oficial al Reino de Mosquitia hasta la extinción de éste a manos nicaragüenses). El territorio, según en los mapas colombianos y españoles, pertenecía a la jurisdicción de Panamá.
La CIJ de La Haya ratificó el 19 de noviembre de 2012 la soberanía de Colombia sobre el archipiélago de San Andrés y Providencia, y en su juicio dividió por partes iguales los derechos superpuestos a la plataforma continental de ambas partes; de esa forma, el fallo estableció una línea de frontera marítima única entre ambos países, que delimita la plataforma continental y las zonas económicas exclusivas, según líneas geodésicas que unen los puntos con coordenadas.

### Panamá
Panamá fue parte integral de todas las formas de organización política y territorial que tuvo la República de Colombia desde 1831 hasta 1903. 
Entre las razones para que el departamento de Panamá declaró su separación de Colombia en noviembre de 1903, se encuentran el fracaso de las obras de construcción del canal de Panamá por parte de la Compagnie Universelle du Canal de Panama; la Guerra de los Mil Días, que ocasionó grandes pérdidas humanas y materiales en el istmo; las antiguas pretensiones autonomistas de la clase política panameña y el rechazo del tratado Herrán-Hay por parte del congreso de Colombia. Los separatistas panameños fueron respaldados por el gobierno del presidente estadounidense Theodore Roosevelt, para el cual la construcción del canal de Panamá era un objetivo geoestratégico.
Con la firma del tratado Victoria-Vélez, se acordó el establecimiento de la frontera terrestre con base en los límites señalados en la ley colombiana del 9 de junio de 1855.